# Literaire Studentenvereniging Flanor
Literaire Studentenvereniging Flanor (voorheen: Literair Dispuut Flanor) is een literaire studentenvereniging in Groningen. Het is vooral bekend om de organisatie van schrijverslezingen. De vereniging heeft haar eigen tijdschrift, de Literatief.

## Geschiedenis
Flanor is genoemd naar de gelijknamige letterkundige vereniging uit de tijd van de Tachtigers. Het is opgericht op 25 februari 1985 door een groep rechtenstudenten, die meer literaire activiteiten gericht op studenten wilden zien in Groningen. Oorspronkelijk kwamen de leden van Flanor samen in het toenmalige literaire café AaBC. In 1994 vertrok de vereniging naar Het Binnenhof, waar meer ruimte was voor de lezingen. Daarna ging men naar Café de Wolthoorn, en in 2018 besloot men dat het Literaire cafe De Graanrepubliek beter bij de doelgroep aansloot.
In 2020 won Flanor de Kees van der Hoef-prijs voor haar bijdrage aan het literaire klimaat in Groningen.

## Activiteiten
Flanor organiseert leesclubs gericht op een specifiek thema. Zo zijn er zijn onder andere leesclubs voor Russische literatuur, Fantasyliteratuur, en Poezië.
Voorts worden periodiek lezingen van schrijvers, dichters, of andere literaire figuren georganiseerd. Auteurs die langskwamen waren onder andere Boudewijn Büch, Cees Nootenboom, Nico Scheepmaker, Wim de Bie, F Springer, Youp van 't Hek, Connie Palmen, Geerten Meijsing, Leon de Winter, A.F.Th. van der Heijden, Eleanor Catton, Gerrit Komrij, en Arjen Lubach.
Er waren ook lezingen van Groninger academici over onder meer existentialisme, de dichters Yeats en Hölderlin en de schrijver Charles Dickens.

## Bekende (oud-)leden
- Vinnie Ko, schrijver en wiskundige[12]
- Onno-Sven Tromp, dichter en publicist[13]
- Peter Kuipers Munneke, weerman

GHBOV Ad Tempus Vitae ·
AEGEE ·
RKSV Albertus Magnus ·
F.F.J. Bernlef ·
GSMG Bragi ·
Civitas Studiosorum in Fundamento Reformato ·
Cleopatra A.S.G. ·
Concordia Instaurata ·
Dionysos ·
Literair Dispuut Flanor ·
C.S.G. Gica ·
C.S.V. Ichthus Groningen ·
Groninger Studentenorkest Mira ·
Navigators Studentenvereniging Groningen ·
Unitas Studiosorum Groningana ·
GSC Vindicat atque Polit